# Coptomma variegatum
Coptomma variegatum là một loài bọ cánh cứng trong họ Cerambycidae.